# 21ª edizione dei Critics' Choice Awards
La 21ª edizione dei Critics' Choice Movie Awards si è tenuta il 17 gennaio 2016 presso il Barker Hangar dell'aeroporto di Santa Monica, premiando le migliori produzioni del 2015. La cerimonia è stata presentata da T. J. Miller. Le candidature erano state annunciate il 14 dicembre 2015.
Per la prima volta, i premi sono stati consegnati insieme ai Critics' Choice Television Award (6ª edizione dei Critics' Choice Television Awards).

## Critics' Choice Movie Awards
I vincitori sono indicati in grassetto, a seguire gli altri candidati.

### Miglior film
- Il caso Spotlight (Spotlight), regia di Thomas McCarthy
  - Brooklyn, regia di John Crowley
  - Carol, regia di Todd Haynes
  - La grande scommessa (The Big Short), regia di Adam McKay
  - Mad Max: Fury Road, regia di George Miller
  - Il ponte delle spie (Bridge of Spies), regia di Steven Spielberg
  - Revenant - Redivivo (The Revenant), regia di Alejandro González Iñárritu
  - Room, regia di Lenny Abrahamson
  - Sicario, regia di Denis Villeneuve
  - Sopravvissuto - The Martian (The Martian), regia di Ridley Scott
  - Star Wars - Il risveglio della Forza (Star Wars: The Force Awakens), regia di J. J. Abrams

### Miglior attore
- Leonardo DiCaprio – Revenant - Redivivo (The Revenant)
  - Bryan Cranston – L'ultima parola - La vera storia di Dalton Trumbo (Trumbo)
  - Matt Damon – Sopravvissuto - The Martian (The Martian)
  - Johnny Depp – Black Mass - L'ultimo gangster (Black Mass)
  - Michael Fassbender – Steve Jobs
  - Eddie Redmayne – The Danish Girl

### Migliore attrice
- Brie Larson – Room
  - Cate Blanchett – Carol
  - Jennifer Lawrence – Joy
  - Charlotte Rampling – 45 anni (45 Years)
  - Saoirse Ronan – Brooklyn
  - Charlize Theron – Mad Max: Fury Road

### Miglior attore non protagonista
- Sylvester Stallone – Creed - Nato per combattere (Creed)
  - Paul Dano – Love & Mercy
  - Tom Hardy – Revenant - Redivivo (The Revenant)
  - Mark Ruffalo – Il caso Spotlight (Spotlight)
  - Mark Rylance – Il ponte delle spie (Bridge of Spies)
  - Michael Shannon – 99 Homes

### Migliore attrice non protagonista
- Alicia Vikander – The Danish Girl
  - Jennifer Jason Leigh – The Hateful Eight
  - Rooney Mara – Carol
  - Rachel McAdams – Il caso Spotlight (Spotlight)
  - Helen Mirren – L'ultima parola - La vera storia di Dalton Trumbo (Trumbo)
  - Kate Winslet – Steve Jobs

### Miglior giovane interprete
- Jacob Tremblay – Room
  - Abraham Attah – Beasts of No Nation
  - RJ Cyler – Quel fantastico peggior anno della mia vita (Me and Earl and the Dying Girl)
  - Shameik Moore – Dope - Follia e riscatto (Dope)
  - Milo Parker – Mr. Holmes - Il mistero del caso irrisolto (Mr. Holmes)

### Miglior cast corale
- Il caso Spotlight (Spotlight)
  - La grande scommessa (The Big Short)
  - The Hateful Eight
  - Straight Outta Compton
  - L'ultima parola - La vera storia di Dalton Trumbo (Trumbo)

### Miglior regista
- George Miller – Mad Max: Fury Road
  - Todd Haynes – Carol
  - Alejandro González Iñárritu – Revenant - Redivivo (The Revenant)
  - Thomas McCarthy – Il caso Spotlight (Spotlight)
  - Ridley Scott – Sopravvissuto - The Martian (The Martian)
  - Steven Spielberg – Il ponte delle spie (Bridge of Spies)

### Miglior sceneggiatura originale
- Josh Singer e Thomas McCarthy – Il caso Spotlight (Spotlight)
  - Alex Garland – Ex Machina
  - Quentin Tarantino – The Hateful Eight
  - Pete Docter, Meg LeFauve e Josh Cooley – Inside Out
  - Matt Charman e Joel ed Ethan Coen – Il ponte delle spie (Bridge of Spies)

### Miglior sceneggiatura non originale
- Charles Randolph e Adam McKay – La grande scommessa (The Big Short)
  - Nick Hornby – Brooklyn
  - Emma Donoghue – Room
  - Drew Goddard – Sopravvissuto - The Martian (The Martian)
  - Aaron Sorkin – Steve Jobs

### Miglior fotografia
- Emmanuel Lubezki – Revenant - Redivivo (The Revenant)
  - Roger Deakins – Sicario
  - Edward Lachman – Carol
  - Robert Richardson – The Hateful Eight
  - John Seale – Mad Max: Fury Road
  - Dariusz Wolski – Sopravvissuto - The Martian (The Martian)

### Miglior scenografia
- Colin Gibson – Mad Max: Fury Road
  - François Séguin, Jennifer Oman e Louise Tremblay – Brooklyn
  - Judy Becker e Heather Loeffler – Carol
  - Eve Stewart e Michael Standish – The Danish Girl
  - Adam Stockhausen e Rena DeAngelo – Il ponte delle spie (Bridge of Spies)
  - Arthur Max e Celia Bobak – Sopravvissuto - The Martian (The Martian)

### Miglior montaggio
- Margaret Sixel – Mad Max: Fury Road
  - Hank Corwin – La grande scommessa (The Big Short)
  - Tom McArdle – Il caso Spotlight (Spotlight)
  - Stephen Mirrione – Revenant - Redivivo (The Revenant)
  - Pietro Scalia – Sopravvissuto - The Martian (The Martian)

### Migliori costumi
- Jenny Beavan – Mad Max: Fury Road
  - Paco Delgado – The Danish Girl
  - Odile Dicks-Mireaux – Brooklyn
  - Sandy Powell – Carol
  - Sandy Powell – Cenerentola (Cinderella)

### Miglior trucco
- Mad Max: Fury Road
  - Black Mass - L'ultimo gangster (Black Mass)
  - Carol
  - The Danish Girl
  - The Hateful Eight
  - Revenant - Redivivo (The Revenant)

### Migliori effetti speciali
- Mad Max: Fury Road
  - Ex Machina
  - Jurassic World
  - Revenant - Redivivo (The Revenant)
  - Sopravvissuto - The Martian (The Martian)
  - The Walk

### Miglior film d'animazione
- Inside Out, regia di Pete Docter
  - Anomalisa, regia di Charlie Kaufman e Duke Johnson
  - Shaun, vita da pecora - Il film (Shaun the Sheep Movie), regia di Richard Starzak e Mark Burton
  - Snoopy & Friends - Il film dei Peanuts (The Peanuts Movie), regia di Steve Martino
  - Il viaggio di Arlo (The Good Dinosaur), regia di Peter Sohn

### Miglior film d'azione
- Mad Max: Fury Road, regia di George Miller
  - Fast & Furious 7 (Furious 7), regia di James Wan
  - Jurassic World, regia di Colin Trevorrow
  - Mission: Impossible - Rogue Nation, regia di Christopher McQuarrie
  - Sicario, regia di Denis Villeneuve

### Miglior attore in un film d'azione
- Tom Hardy – Mad Max: Fury Road
  - Daniel Craig – Spectre
  - Tom Cruise – Mission: Impossible - Rogue Nation
  - Chris Pratt – Jurassic World
  - Paul Rudd – Ant-Man

### Miglior attrice in un film d'azione
- Charlize Theron – Mad Max: Fury Road
  - Emily Blunt – Sicario
  - Rebecca Ferguson – Mission: Impossible - Rogue Nation
  - Bryce Dallas Howard – Jurassic World
  - Jennifer Lawrence – Hunger Games: Il canto della rivolta - Parte 2 (The Hunger Games: Mockingjay - Part 2)

### Miglior film commedia
- La grande scommessa (The Big Short), regia di Adam McKay
  - Un disastro di ragazza (Trainwreck), regia di Judd Apatow
  - Inside Out, regia di Pete Docter
  - Joy, regia di David O. Russell
  - Le sorelle perfette (Sisters), regia di Jason Moore
  - Spy, regia di Paul Feig

### Miglior attore in un film commedia
- Christian Bale – La grande scommessa (The Big Short)
  - Steve Carell – La grande scommessa (The Big Short)
  - Robert De Niro – Lo stagista inaspettato (The Intern)
  - Bill Hader – Un disastro di ragazza (Trainwreck)
  - Jason Statham – Spy

### Miglior attrice in un film commedia
- Amy Schumer – Un disastro di ragazza (Trainwreck)
  - Tina Fey – Le sorelle perfette (Sisters)
  - Jennifer Lawrence – Joy
  - Melissa McCarthy – Spy
  - Lily Tomlin – Grandma

### Miglior film sci-fi/horror
- Ex Machina, regia di Alex Garland
  - It Follows, regia di David Robert Mitchell
  - Jurassic World, regia di Colin Trevorrow
  - Mad Max: Fury Road, regia di George Miller
  - Sopravvissuto - The Martian (The Martian), regia di Ridley Scott

### Miglior film straniero
- Il figlio di Saul (Saul fia), regia di László Nemes • Ungheria
  - The Assassin (Nie Yinniang / 聂隐娘), regia di Hou Hsiao-hsien • Taiwan/Hong Kong
  - È arrivata mia figlia! (Que Horas Ela Volta?), regia di Anna Muylaert • Brasile
  - Goodnight Mommy (Ich seh, Ich seh), regia di Severin Fiala e Veronika Franz • Austria
  - Mustang, regia di Deniz Gamze Ergüven • Turchia, Francia, Germania, Qatar

### Miglior documentario
- Amy, regia di Asif Kapadia
  - Cartel Land, regia di Matthew Heineman
  - Going Clear - Scientology e la prigione della fede (Going Clear: Scientology and the Prison of Belief), regia di Alex Gibney
  - He Named Me Malala, regia di Davis Guggenheim
  - The Look of Silence, regia di Joshua Oppenheimer
  - Where to Invade Next, regia di Michael Moore

### Miglior canzone
- See You Again – Fast & Furious 7 (Furious 7)
  - Love Me like You Do – Cinquanta sfumature di grigio (Fifty Shades of Grey)
  - One Kind of Love – Love & Mercy
  - Simple Song #3 – Youth - La giovinezza (Youth)
  - Til It Happens to You – The Hunting Ground
  - Writing’s on the Wall – Spectre

### Miglior colonna sonora
- Ennio Morricone – The Hateful Eight
  - Carter Burwell –  Carol
  - Howard Shore – Il caso Spotlight (Spotlight)
  - Ryūichi Sakamoto e Alva Noto – Revenant - Redivivo
  - Jóhann Jóhannsson – Sicario

## Critics' Choice Television Awards
La 6ª edizione dei Critics' Choice Television Awards si è tenuta il 17 gennaio 2016 insieme ai Critics' Choice Movie Awards. La cerimonia è stata trasmessa in simulcast da A&E e Lifetime ed è stata presentata da T. J. Miller. Le candidature erano state annunciate il 14 dicembre 2015.
Segue una lista delle categorie con i rispettivi candidati; i vincitori sono evidenziati in cima all'elenco di ciascuna categoria.

### Programmi

#### Miglior serie drammatica
- Mr. Robot
  - Empire
  - The Knick
  - The Leftovers - Svaniti nel nulla (The Leftovers)
  - Penny Dreadful
  - Rectify
  - Unreal (UnREAL)

#### Miglior serie commedia
- Master of None
  - Black-ish
  - Catastrophe
  - Jane the Virgin
  - The Last Man on Earth
  - Transparent
  - You're the Worst

#### Miglior miniserie o film per la televisione
- Fargo
  - Childhood's End
  - Luther
  - Saints & Strangers
  - Show Me a Hero
  - The Wiz Live!

#### Miglior serie animata
- BoJack Horseman
  - Bob's Burgers
  - I Simpson (The Simpsons)
  - South Park
  - Star Wars Rebels

#### Miglior reality (Unstructured Reality Series)
- Anthony Bourdain: Parts Unknown
  - Affari di famiglia (Pawn Stars)
  - Cops
  - Deadliest Catch
  - Intervention
  - Nudi e crudi (Naked and Afraid)

#### Miglior reality (Structured Reality Series)
- Shark Tank
  - Antiques Roadshow
  - Inside the Actors Studio
  - MythBusters
  - Project Greenlight
  - Undercover Boss (Boss in incognito)

#### Miglior competition show
- The Voice
  - The Amazing Race
  - Chopped
  - Face Off
  - Master Chef Junior
  - Survivor

#### Miglior talk show
- Last Week Tonight with John Oliver
  - The Daily Show with Jon Stewart
  - The Graham Norton Show
  - Jimmy Kimmel Live!
  - The Late Late Show with James Corden
  - Survivor
  - The Tonight Show Starring Jimmy Fallon

### Recitazione e conduzione

#### Miglior attore in una serie drammatica
- Rami Malek – Mr. Robot
  - Hugh Dancy – Hannibal
  - Clive Owen – The Knick
  - Liev Schreiber – Ray Donovan
  - Justin Theroux  – The Leftovers - Svaniti nel nulla (The Leftovers)
  - Aden Young – Rectify

#### Miglior attrice in una serie drammatica
- Carrie Coon – The Leftovers - Svaniti nel nulla (The Leftovers)
  - Viola Davis – Le regole del delitto perfetto (How to Get Away with Murder)
  - Shiri Appleby – Unreal (UnREAL)
  - Eva Green – Penny Dreadful
  - Taraji P. Henson – Empire
  - Krysten Ritter – Jessica Jones

#### Miglior attore in una serie commedia
- Jeffrey Tambor – Transparent
  - Anthony Anderson – Black-ish
  - Aziz Ansari  – Master of None
  - Will Forte – The Last Man on Earth
  - Randall Park – Fresh Off the Boat
  - Fred Savage  – The Grinder

#### Miglior attrice in una serie commedia
- Rachel Bloom – Crazy Ex-Girlfriend
  - Aya Cash – You're the Worst
  - Wendi McLendon-Covey – The Goldbergs
  - Gina Rodriguez – Jane the Virgin
  - Tracee Ellis Ross – Black-ish
  - Constance Wu – Fresh Off the Boat

#### Miglior attore in un film o miniserie
- Idris Elba – Luther
  - Wes Bentley – American Horror Story: Hotel
  - Martin Clunes – Arthur & George
  - Oscar Isaac – Show Me a Hero
  - Vincent Kartheiser – Saints & Strangers
  - Patrick Wilson – Fargo

#### Miglior attrice in un film o miniserie
- Kirsten Dunst – Fargo
  - Kathy Bates – American Horror Story: Hotel
  - Sarah Hay – Flesh and Bone
  - Alyvia Alyn Lind – Dolly Parton's Coat of Many Colors
  - Rachel McAdams – True Detective
  - Shanice Williams – The Wiz Live!

#### Miglior attore non protagonista in una serie drammatica
- Christian Slater – Mr. Robot
  - Clayne Crawford – Rectify
  - Christopher Eccleston – The Leftovers - Svaniti nel nulla (The Leftovers)
  - André Holland – The Knick
  - Jonathan Jackson  – Nashville
  - Rufus Sewell – L'uomo nell'alto castello

#### Miglior attrice non protagonista in una serie drammatica
- Constance Zimmer – Unreal (UnREAL)
  - Ann Dowd – The Leftovers - Svaniti nel nulla (The Leftovers)
  - Regina King – The Leftovers - Svaniti nel nulla (The Leftovers)
  - Helen McCrory – Penny Dreadful
  - Hayden Panettiere – Nashville
  - Maura Tierney – The Affair

#### Miglior attore non protagonista in una serie commedia
- Andre Braugher – Brooklyn Nine-Nine
  - Jaime Camil – Jane the Virgin
  - Jay Duplass – Transparent
  - Neil Flynn – The Middle
  - Keegan-Michael Key – Playing House
  - Mel Rodriguez – Getting On

#### Miglior attrice non protagonista in una serie commedia
- Mayim Bialik  – The Big Bang Theory
  - Kether Donohue – You're the Worst
  - Allison Janney – Mom
  - Judith Light – Transparent
  - Niecy Nash – Getting On
  - Eden Sher – The Middle

#### Miglior attore non protagonista in un film o miniserie
- Jesse Plemons – Fargo
  - David Alan Grier – The Wiz Live!
  - Ne-Yo – The Wiz Live!
  - Nick Offerman – Fargo
  - Raoul Trujillo – Saints & Strangers
  - Bokeem Woodbine – Fargo

#### Miglior attrice non protagonista in un film o miniserie
- Jean Smart – Fargo
  - Mary J. Blige – The Wiz Live!
  - Laura Haddock – Luther
  - Cristin Milioti – Fargo
  - Sarah Paulson – American Horror Story: Hotel
  - Winona Ryder – Show Me a Hero

#### Miglior guest star in una serie drammatica
- Margo Martindale – The Good Wife
  - Richard Armitage – Hannibal
  - Justin Kirk – Manhattan
  - Patti LuPone – Penny Dreadful
  - Marisa Tomei – Empire
  - BD Wong – Mr. Robot

#### Miglior guest star in una serie commedia
- Timothy Olyphant – The Grinder
  - Ellen Burstyn – Mom
  - Anjelica Huston – Transparent
  - Cherry Jones – Transparent
  - Jenifer Lewis – Black-ish
  - John Slattery – Wet Hot American Summer: First Day of Camp

#### Miglior presentatore di un reality o competition show
- James Lipton – Inside the Actors Studio
  - Ted Allen – Chopped
  - Phil Keoghan – The Amazing Race
  - Jane Lynch – Hollywood Game Night
  - Jeff Probst – Survivor
  - Gordon Ramsay – Hell's Kitchen